# Mayetiola hordei
Mayetiola hordei är en tvåvingeart som beskrevs av Jean-Jacques Kieffer 1909. Mayetiola hordei ingår i släktet Mayetiola och familjen gallmyggor. Inga underarter finns listade i Catalogue of Life.